# Duranta parviflora
Duranta parviflora là một loài thực vật có hoa trong họ Cỏ roi ngựa. Loài này được Turcz. mô tả khoa học đầu tiên năm 1863.